# Trần Quang Tiệp
Trần Quang Tiệp là một Thiếu tướng Công an nhân dân Việt Nam. Ông từng là Trợ lý Ủy viên Bộ Chính trị, Chủ tịch nước Cộng hòa xã hội chủ nghĩa Việt Nam Trần Đại Quang.

## Sự nghiệp
Ông có bằng tiến sĩ.
Năm 2012, ông là Đại tá, Cục trưởng, Thư ký Bộ trưởng Công an Đại tướng Trần Đại Quang. Ông ở trong đoàn tháp tùng ông Trần Đại Quang thăm Cộng hòa Singapore năm 2012.
Năm 2014, 2015, ông là Thiếu tướng, Trợ lý Bộ trưởng Bộ Công an Trần Đại Quang.
Năm 2016, 2017, 2018 ông là Thiếu tướng, Trợ lý Chủ tịch nước Cộng hòa xã hội chủ nghĩa Việt Nam Trần Đại Quang.

## Tác phẩm
- Trần Quang Tiệp (2002). Lịch sử Luật hình sự Việt Nam. Hà Nội: Nhà xuất bản Chính trị quốc gia.
- Trần Quang Tiệp (tháng 9 năm 2007). "Một số vấn đề về tội chứa chấp hoặc tiêu thụ tài sản do người khác phạm tội mà có". Tạp chí Tòa án nhân dân. Quyển 7. tr. 4–7.